# Les Mées (Alpes-de-Haute-Provence)
Les Mées is een gemeente in het Franse departement Alpes-de-Haute-Provence (regio Provence-Alpes-Côte d'Azur). De gemeente telde 3.992 inwoners op 1 januari 2022. De plaats maakt deel uit van het arrondissement Digne-les-Bains.
In de gemeente en in het naburige Puimichel is een park van zonnepanelen aangelegd van 200 ha dat een vermogen van 100 MW kan opwekken. Verder zijn er veel olijfboomgaarden met ongeveer 80.000 bomen.

## Geografie
De oppervlakte van Les Mées bedroeg op 1 januari 2022 65,4 vierkante kilometer; de bevolkingsdichtheid was toen 61 inwoners per km².
De gemeente bestaat uit de riviervlakte van de Durance in het westen en een rotsmassief in het oosten, Les Pénitents, dat overgaat in het Plateau van Puimichel.
De onderstaande kaart toont de ligging van Les Mées met de belangrijkste infrastructuur en aangrenzende gemeenten.

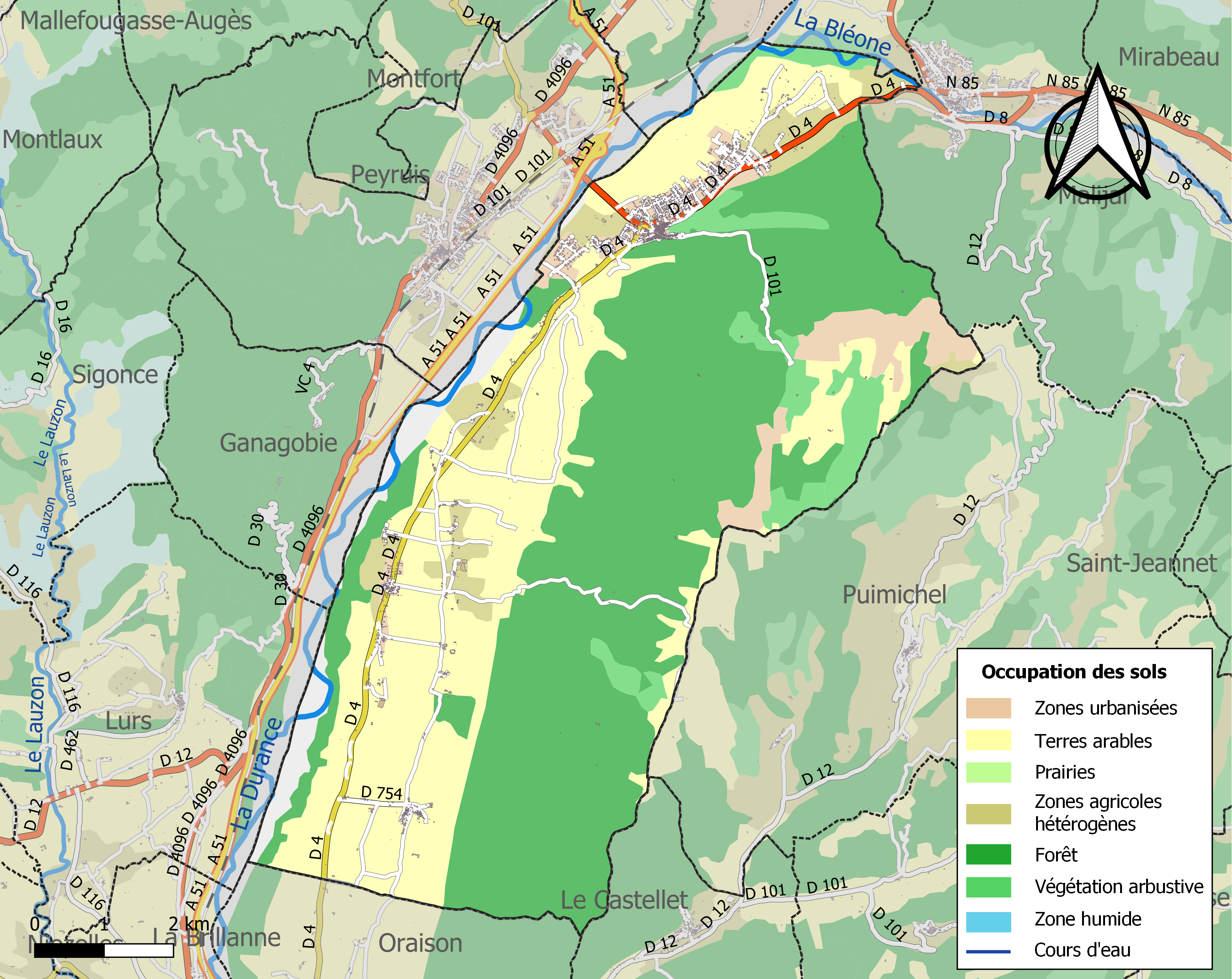

## Demografie
Onderstaande figuur toont het verloop van het inwonertal (bron: INSEE-tellingen).
Vanwege een beveiligingsprobleem met de MediaWiki Graph-software is het momenteel niet mogelijk deze grafiek weer te geven. Zodra de software is bijgewerkt zal de grafiek vanzelf weer zichtbaar worden.